# IC 3222
IC 3222 је спирална галаксија у сазвјежђу Береникина коса која се налази на листи објеката дубоког неба у Индекс каталогу.
Деклинација објекта је + 28° 49' 53" а ректасцензија 12h 22m 19,5s. Привидна величина (магнитуда) објекта IC 3222 износи 14,8 а фотографска магнитуда 15,5. IC 3222 је још познат и под ознакама UGC 7437, MCG 5-29-73, IRAS 12198+2906, PGC 40065.